# My Type (Saweetie)
My Type è un singolo della rapper statunitense Saweetie, pubblicato l'11 giugno 2019 come primo estratto dal secondo EP Icy.

## Descrizione
My Type ha iniziato a ricevere popolarità grazie ad una challenge sui social media. La canzone contiene un campionamento di Freek-a-Leek di Petey Pablo.

## Video musicale
Il video musicale, diretto da Daps, è stato reso disponibile il 3 luglio 2019. Presenta la rapper ad un party, che esegue la canzone davanti a delle macchine e che twerka con un canestro da basketball sullo sfondo. Include la presenza di Kehlani e Kamaiyah.

## Tracce
Testi e musiche di Diamonté Harper, Aleicia Gibson, Corey Evans, Craig Love, Gino Borri, Jonathan Smith, LaMarquis Jefferson, London Holmes, Moses Barrett III e Quavious Marshall.
Download digitale, streaming
1. My Type – 2:06

Download digitale, streaming – remix
1. My Type (Remix) (feat. City Girls & Jhené Aiko) – 2:52

Download digitale, streaming – Latin Remix
1. My Type (Latin Remix) (feat. Becky G & Mellii) – 2:56

Download digitale, streaming – Dillon Francis Dance Remix
1. My Type (Dillon Francis Dance Remix) – 2:46

Download digitale, streaming – Remixes EP
1. My Type (Dillon Francis Dance Remix) – 2:46
2. My Type (Kat Nova Dance Remix) – 2:31
3. My Type (feat. Becky G & Mellii) (Latin Remix) – 2:56
4. My Type (feat. French Montana, Wale & Tiwa Savage) (Remix) – 3:56
5. My Type (feat. City Girls & Jhené Aiko) (Remix) – 2:52
6. My Type – 2:06

## Formazione
- Saweetie – voce
- London on da Track – produzione
- John Armstrong – mastering
- Ryan Gladieux – missaggio, registrazione

## Successo commerciale
La canzone è diventata la prima della rapper ad entrare nella Billboard Hot 100, classificandosi 81ª. Eseguendo ciò, Saweetie è diventata la settima rapper femminile ad entrarci nel 2019 e, grazie anche alle precedenti Iggy Azalea, Cardi B, Lizzo, Megan Thee Stallion, Nicki Minaj e le City Girls ha reso il sopracitato anno quello con più rapper donne ad essere entrate nella Hot 100 statunitense nel suo decennio. La settimana successiva è salita alla 77ª posizione, oltre a salire alla 15ª nella Rap Digital Song Sales e alla 23ª nella R&B/Hip-Hop Digital Song Sales. Si è spinta fino alla 47ª nella sua terza settimana, prima di raggiungere un picco di 21.

## Classifiche

### Classifiche settimanali
| Classifica (2019-20) | Posizione massima |
| -------------------- | ----------------- |
| Canada               | 76                |
| Romania              | 78                |
| Stati Uniti          | 21                |

### Classifiche di fine anno
| Classifica (2019) | Posizione |
| ----------------- | --------- |
| Stati Uniti       | 76        |